# Martignargues
Martignargues là một xã trong tỉnh Gard thuộc vùng Occitanie, phía nam nước Pháp. Xã Martignargues nằm ở khu vực có độ cao từ 88-172 mét trên mực nước biển.